# Neptis ananta
Neptis ananta Moore, 1857 è un lepidottero diurno appartenente alla famiglia Nymphalidae, diffuso nel sud-est asiatico.